# Nemipterus gracilis
Nemipterus gracilis is een straalvinnige vissensoort uit de familie van valse snappers (Nemipteridae). De wetenschappelijke naam van de soort is voor het eerst geldig gepubliceerd in 1873 door Bleeker.